# RAF Blackbushe
RAF Blackbushe était une base aérienne de la Royal Air Force située à une soixantaine de kilomètres au sud-ouest du centre de Londres. Elle a été ouverte le 1er novembre 1942 sous le nom de RAF Hartford Bridge et renommée le 18 novembre 1944. Elle a été fermée le 15 novembre 1946 et le terrain devint l'aéroport de Blackbushe en février 1947.

## Histoire
Le terrain est renommé Blackbushe Airport après la fermeture de la base de la Royal Air Force le 15 novembre 1946. Ce terrain sert aux Douglas C-47 Skytrain pendant le Blocus de Berlin de 1948 à 1949.
L'US Navy s'en sert comme aéroport de transit dans les années 1950.
L'Aéroport de Londres-Heathrow distant d'environ 30km a été désigné en 1944 comme principal aéroport de développement de Londres, après une étude comparée avec l'aéroport de Blackbushe.